# Hardwired...To Self-Destruct
Hardwired...To Self-Destruct – dziesiąty album studyjny amerykańskiej heavymetalowej grupy Metallica, który ukazał się 18 listopada 2016 roku nakładem należącej do zespołu wytwórni Blackened Recordings. Na dwupłytowym wydawnictwie znalazło się dwanaście premierowych utworów. Do każdej z piosenek na płycie został zrealizowany teledysk. Premierę albumu poprzedziły single „Hardwired”, „Moth Into Flame” oraz „Atlas, Rise!”, a potem wydano jeszcze trzy dodatkowe single: „Now That We're Dead”, „Spit Out the Bone” i balladę „Halo on Fire”.
Edycja rozszerzona albumu została wzbogacona o trzecią płytę na której znalazły się m.in. interpretacje utworów z repertuaru Deep Purple i Iron Maiden, zremiksowany utwór Lords Of Summer z singla o tym samym tytule z 2014 roku oraz nagrania zarejestrowane na żywo 16 kwietnia 2016 roku w Rasputin Music podczas Record Store Day (5-13) i 20 sierpnia 2016 roku w U.S. Bank Stadium (14). Album zadebiutował na 1. miejscu listy Billboard 200 w Stanach Zjednoczonych, sprzedając się w nakładzie 291 tys. egzemplarzy w przeciągu tygodnia od dnia premiery. Ponadto, album trafił na 1. miejsce list przebojów, m.in. w Szwecji, Norwegii, Nowej Zelandii, Australii, Austrii i Finlandii. Album w 2017 roku uzyskał status platynowej płyty w Stanach Zjednoczonych za sprzedaż miliona egzemplarzy.

## Lista utworów
Opracowano na podstawie materiału źródłowego.
| CD 1 | CD 1                  | CD 1                         | CD 1    |
| Nr   | Tytuł utworu          | Autorzy                      | Długość |
| ---- | --------------------- | ---------------------------- | ------- |
| 1.   | „Hardwired”           | James Hetfield · Lars Ulrich | 3:10    |
| 2.   | „Atlas, Rise!”        | Hetfield · Ulrich            | 6:30    |
| 3.   | „Now That We’re Dead” | Hetfield · Ulrich            | 7:00    |
| 4.   | „Moth into Flame”     | Hetfield · Ulrich            | 5:52    |
| 5.   | „Dream No More”       | Hetfield · Ulrich            | 6:30    |
| 6.   | „Halo On Fire”        | Hetfield · Ulrich            | 8:16    |
|      |                       |                              | 37:18   |

| CD 2 | CD 2                 | CD 2                                | CD 2    |
| Nr   | Tytuł utworu         | Autorzy                             | Długość |
| ---- | -------------------- | ----------------------------------- | ------- |
| 1.   | „Confusion”          | Hetfield · Ulrich                   | 6:42    |
| 2.   | „ManUNkind”          | Hetfield · Ulrich · Robert Trujillo | 6:56    |
| 3.   | „Here Comes Revenge” | Hetfield · Ulrich                   | 7:18    |
| 4.   | „Am I Savage?”       | Hetfield · Ulrich                   | 6:32    |
| 5.   | „Murder One”         | Hetfield · Ulrich                   | 5:46    |
| 6.   | „Spit Out The Bone”  | Hetfield · Ulrich                   | 7:10    |
|      |                      |                                     | 40:24   |

| CD 3 (edycja Deluxe) | CD 3 (edycja Deluxe)                         | CD 3 (edycja Deluxe)                                                | CD 3 (edycja Deluxe) |
| Nr                   | Tytuł utworu                                 | Autorzy                                                             | Długość              |
| -------------------- | -------------------------------------------- | ------------------------------------------------------------------- | -------------------- |
| 1.                   | „Lords of Summer”                            | Hetfield · Ulrich · Trujillo                                        | 7:10                 |
| 2.                   | „Ronnie Rising Medley” (cover Dio)           | Ronnie James Dio                                                    | 9:03                 |
| 3.                   | „When a Blind Man Cries” (cover Deep Purple) | Ritchie Blackmore · Ian Gillan · Roger Glover · Jon Lord, Ian Paice | 4:35                 |
| 4.                   | „Remember Tomorrow” (cover Iron Maiden)      | Steve Harris · Paul Di’Anno                                         | 5:50                 |
| 5.                   | „Helpless” (live, cover Diamond Head)        | Sean Harris · Brian Tatler                                          | 3:08                 |
| 6.                   | „Hit the Lights” (live)                      | Hetfield · Ulrich                                                   | 4:06                 |
| 7.                   | „The Four Horsemen” (live)                   | Hetfield · Ulrich · Dave Mustaine                                   | 5:19                 |
| 8.                   | „Ride the Lightning” (live)                  | Hetfield · Ulrich · Mustaine · Cliff Burton                         | 6:56                 |
| 9.                   | „Fade to Black” (live)                       | Hetfield · Ulrich · Burton · Kirk Hammett                           | 7:24                 |
| 10.                  | „Jump in the Fire” (live)                    | Hetfield · Ulrich · Mustaine                                        | 5:13                 |
| 11.                  | „For Whom the Bell Tolls” (live)             | Hetfield · Ulrich · Burton                                          | 4:32                 |
| 12.                  | „Creeping Death” (live)                      | Hetfield · Ulrich · Burton · Hammett                                | 6:43                 |
| 13.                  | „Metal Militia” (live)                       | Hetfield · Ulrich · Mustaine                                        | 6:07                 |
| 14.                  | „Hardwired” (live)                           | Hetfield · Ulrich                                                   | 3:30                 |
|                      |                                              |                                                                     | 1:19:36              |

## Twórcy
Opracowano na podstawie materiału źródłowego.
Zespół Metallica w składzie
- James Hetfield – śpiew, gitara rytmiczna, produkcja, solo gitarowe w „Now That We’re Dead”
- Lars Ulrich – perkusja, produkcja
- Kirk Hammett – gitara prowadząca
- Robert Trujillo – gitara basowa; chórki („Dream No More”)

Inni
- Greg Fidelman – produkcja, miksowanie, realizacja nagrań
- Dan Monti, Jim Monti, Jason Gossman – edycja cyfrowa
- Mike Gillies, Sara Lyn Killion, Kent Matcke – realizacja nagrań
- John Buttino – dyrektor artystyczny
- Dave Collins – mastering

## Listy sprzedaży
| Lista                                                          | Kraj              | Pozycja | Status             |
| -------------------------------------------------------------- | ----------------- | ------- | ------------------ |
| Ö3 Austria Top 40                                              | Austria           | 1       | platynowa płyta    |
| ARIA Charts                                                    | Australia         | 1       | złota płyta        |
| Ultratop 200 Albums (Walonia)                                  | Belgia            | 1       | platynowa płyta    |
| Hitlisten                                                      | Dania             | 1       | złota płyta        |
| Syndicat National de l’Édition Phonographique                  | Francja           | 1       | platynowa płyta    |
| Suomen virallinen lista                                        | Finlandia         | 1       |                    |
| IFPI Greece                                                    | Grecja            | 3       |                    |
| Productores de Música de España                                | Hiszpania         | 2       | złota płyta        |
| MegaCharts                                                     | Holandia          | 1       |                    |
| Oricon                                                         | Japonia           | 5       |                    |
| Billboard Canadian Albums                                      | Kanada            | 1       | platynowa płyta    |
| Gaon Album Chart                                               | Korea Południowa  | 1       | złota płyta        |
| Asociación Mexicana de Productores de Fonogramas y Videogramas | Meksyk            | 1       | 2x platynowa płyta |
| Offizielle Top 100                                             | Niemcy            | 1       | 3x złota płyta     |
| Recorded Music NZ                                              | Nowa Zelandia     | 1       | złota płyta        |
| VG-Lista                                                       | Norwegia          | 1       |                    |
| OLiS                                                           | Polska            | 1       | diamentowa płyta   |
| Sverigetopplistan                                              | Szwecja           | 1       |                    |
| Schweizer Hitparade                                            | Szwajcaria        | 1       |                    |
| Billboard 200                                                  | Stany Zjednoczone | 1       | platynowa płyta    |
| UK Albums Chart                                                | Wielka Brytania   | 2       | złota płyta        |
| Magyar Hangfelvétel-kiadók Szövetsége                          | Węgry             | 1       | platynowa płyta    |
| FIMI                                                           | Włochy            | 3       | złota płyta        |